# Cagliari Calcio 2006-2007
Questa voce raccoglie le informazioni riguardanti il Cagliari Calcio nelle competizioni ufficiali della stagione 2006-2007.

## Stagione
Nella stagione 2006-2007 il Cagliari disputa il massimo campionato, con 40 punti ottiene il 17º posto, mantenendo così la massima categoria. Ha raccolto 19 punti nel girone di andata e 21 nel ritorno, ma la salvezza certa è giunta solo alla penultima giornata, con il (3-2) inflitto alla Roma. Non come la scorsa stagione chiusa con 22 centri, ma sempre bene ha fatto l'attaccante onduregno David Suazo autore di 14 reti in campionato. Nella Coppa Italia i sardi nel primo turno si sono imposti al Cuneo, nel secondo turno hanno eliminato il Verona, mentre nel terzo turno sono usciti dalla competizione, superati dal Brescia.

## Divise e sponsor
Lo sponsor tecnico per la stagione è stato Asics, il main sponsor Tiscali con Sky come sponsor secondario sulle maglie.
Il primo e il secondo completo erano classici: quarti rossoblù il primo e bianco con bordi rossoblù il secondo.
Il terzo completo era color acquamarina con pantaloncini e calzettoni rossi.
| 1º completo | 2º completo | 3º completo |

## Rosa
| N. |                       | Ruolo | Calciatore             |
| -- | --------------------- | ----- | ---------------------- |
| 1  | Italia (bandiera)     | P     | Simone Aresti          |
| 2  | Italia (bandiera)     | C     | Davide Marchini        |
| 3  | Italia (bandiera)     | D     | Michele Canini         |
| 4  | Italia (bandiera)     | C     | Alessandro Budel       |
| 5  | Italia (bandiera)     | C     | Daniele Conti          |
| 6  | Uruguay (bandiera)    | D     | Diego López            |
| 7  | Italia (bandiera)     | A     | Mauro Esposito         |
| 8  | Italia (bandiera)     | C     | Alessandro Conticchio  |
| 9  | Honduras (bandiera)   | A     | David Suazo (capitano) |
| 10 | Italia (bandiera)     | A     | Andrea Capone          |
| 13 | Italia (bandiera)     | D     | Cristiano Del Grosso   |
| 14 | Italia (bandiera)     | D     | Francesco Pisano       |
| 15 | Portogallo (bandiera) | D     | Josè Semedo            |
| 16 | Italia (bandiera)     | C     | Davide Biondini        |
| 18 | Italia (bandiera)     | A     | Simone Pepe            |
| 19 | Italia (bandiera)     | A     | Tiziano Bruzzone       |

| N. |                      | Ruolo | Calciatore          |
| -- | -------------------- | ----- | ------------------- |
| 19 | Italia (bandiera)    | A     | Andrea Cocco        |
| 20 | Italia (bandiera)    | D     | Paolo Bianco        |
| 21 | Italia (bandiera)    | C     | Leonardo Colucci    |
| 22 | Uruguay (bandiera)   | D     | Joe Bizera          |
| 23 | Italia (bandiera)    | A     | Antonio Langella    |
| 24 | Italia (bandiera)    | C     | Antonino D'Agostino |
| 25 | Italia (bandiera)    | P     | Antonio Chimenti    |
| 26 | Italia (bandiera)    | P     | Marco Fortin        |
| 26 | Italia (bandiera)    | D     | Andrea Peana        |
| 27 | Italia (bandiera)    | D     | Giacomo Garau       |
| 28 | Italia (bandiera)    | C     | Salvatore Burrai    |
| 29 | Italia (bandiera)    | D     | Michele Ferri       |
| 31 | Italia (bandiera)    | D     | Alessandro Agostini |
| 32 | Argentina (bandiera) | C     | Gabriel Peñalba     |
| 33 | Italia (bandiera)    | A     | Roberto Puddu       |
| 35 | Italia (bandiera)    | C     | Marco Mancosu       |

## Risultati

### Serie A

#### Girone di andata
| Arbitro: | Rocchi (Firenze) |

|  |           |            |
|  | Marcatori | 55’ Corona |

| Arbitro: | Girardi (San Donà di Piave) |

|                                   |           |                  |
| A. Lucarelli 52’ R. Bianchi 90+3’ | Marcatori | 62’ (rig.) Suazo |

| Arbitro: | Marelli (Como) |

|                     |           |                                     |
| Ferri 12’ Suazo 57’ | Marcatori | 8’ Bakayoko 60’ (rig.) Danilevičius |

| Siena 24 settembre 2006 4ª giornata | Siena          | 0 – 0 referto | Cagliari | Stadio Artemio Franchi\| Arbitro: \| Romeo (Verona) \| |
| Arbitro:                            | Romeo (Verona) |               |          |                                                        |

| Arbitro: | Messina (Bergamo) |

|                |           |            |
| L. Colucci 17’ | Marcatori | 38’ Grosso |

| Roma 15 ottobre 2006 6ª giornata | Lazio               | 0 – 0 referto | Cagliari | Stadio Olimpico\| Arbitro: \| De Marco (Chiavari) \| |
| Arbitro:                         | De Marco (Chiavari) |               |          |                                                      |

| Cagliari 21 ottobre 2006 7ª giornata | Cagliari            | 0 – 0 referto | Torino | Stadio Sant'Elia\| Arbitro: \| Tagliavento (Terni) \| |
| Arbitro:                             | Tagliavento (Terni) |               |        |                                                       |

| Arbitro: | Stefanini (Prato) |

|                               |           |                                           |
| Loria 4’ Ventola 58’ Doni 69’ | Marcatori | 6’ Bianco 30’ D'Agostino 53’ (rig.) Suazo |

| Arbitro: | Pantana (Macerata) |

|             |           |  |
| Conti 45+1’ | Marcatori |  |

| Verona 5 novembre 2006 10ª giornata | Chievo              | 0 – 0 referto | Cagliari | Stadio Marcantonio Bentegodi\| Arbitro: \| Mazzoleni (Bergamo) \| |
| Arbitro:                            | Mazzoleni (Bergamo) |               |          |                                                                   |

| Arbitro: | Giannoccaro (Lecce) |

|                        |           |                             |
| Córdova 35’ Riganò 65’ | Marcatori | 53’ M. Esposito 90+3’ Conti |

| Arbitro: | Bertini (Arezzo) |

|          |           |  |
| Pepe 90’ | Marcatori |  |

| Arbitro: | Marelli (Como) |

|              |           |  |
| Vannucchi 9’ | Marcatori |  |

| Arbitro: | Brighi (Cesena) |

|                             |           |                             |
| Suazo 53’ (rig.) Capone 65’ | Marcatori | 48’ Gilardino 70’ Borriello |

| Cagliari 10 dicembre 2006 15ª giornata | Cagliari      | 0 – 0 referto | Parma | Stadio Sant'Elia\| Arbitro: \| Ciampi (Roma) \| |
| Arbitro:                               | Ciampi (Roma) |               |       |                                                 |

| Arbitro: | Herberg (Messina) |

|                                  |           |           |
| Pinzi 17’ Iaquinta 27’ Obodo 52’ | Marcatori | 82’ Cocco |

| Arbitro: | Girardi (San Donà di Piave) |

|  |           |               |
|  | Marcatori | 32’, 75’ Toni |

| Arbitro: | Tagliavento (Terni) |

|                       |           |  |
| Taddei 5’ Mancini 56’ | Marcatori |  |

| Arbitro: | Rizzoli (Bologna) |

|                  |           |  |
| Suazo 15’ (rig.) | Marcatori |  |

#### Girone di ritorno
| Arbitro: | Rosetti (Torino) |

|  |           |                 |
|  | Marcatori | 9’ (rig.) Suazo |

| Arbitro: | De Marco (Chiavari) |

|  |           |                  |
|  | Marcatori | 47’, 58’ Vigiani |

| Arbitro: | Gava (Conegliano) |

|                           |           |                  |
| Lucarelli 5’ Knežević 67’ | Marcatori | 60’ (rig.) Suazo |

| Arbitro: | Bergonzi (Genova) |

|                      |           |                       |
| Capone 39’ Suazo 66’ | Marcatori | 30’ Corvia 83’ Codrea |

| Arbitro: | Trefoloni (Siena) |

|              |           |  |
| Burdisso 11’ | Marcatori |  |

| Arbitro: | Messina (Bergamo) |

|  |           |                        |
|  | Marcatori | 21’ Cribari 34’ Rocchi |

| Arbitro: | Farina (Novi Ligure) |

|          |           |  |
| Bovo 23’ | Marcatori |  |

| Arbitro: | Palanca (Roma) |

|                   |           |  |
| Suazo 4’ Pepe 71’ | Marcatori |  |

| Arbitro: | Banti (Livorno) |

|             |           |           |
| Palombo 40’ | Marcatori | 63’ Suazo |

| Arbitro: | Rocchi (Firenze) |

|  |           |                        |
|  | Marcatori | 50’ Brighi 55’ Bogdani |

| Arbitro: | Bergonzi (Genova) |

|                        |           |  |
| Biondini 12’ Budel 24’ | Marcatori |  |

| Arbitro: | Saccani (Mantova) |

|              |           |                                |
| Bresciano 3’ | Marcatori | 37’, 86’ (rig.) Suazo 82’ Pepe |

| Cagliari 14 aprile 2007 32ª giornata | Cagliari            | 0 – 0 referto | Empoli | Stadio Sant'Elia\| Arbitro: \| Gervasoni (Mantova) \| |
| Arbitro:                             | Gervasoni (Mantova) |               |        |                                                       |

| Arbitro: | Bergonzi (Genova) |

|                            |           |                  |
| Ronaldo 14’, 70’ Pirlo 81’ | Marcatori | 75’ (rig.) Suazo |

| Arbitro: | Farina (Novi Ligure) |

|                                 |           |           |
| Budan 29’ Gasbarroni 77’ (rig.) | Marcatori | 67’ Conti |

| Arbitro: | Trefoloni (Siena) |

|                         |           |             |
| Marchini 66’ Capone 85’ | Marcatori | 44’ Muntari |

| Arbitro: | Giannoccaro (Lecce) |

|            |           |  |
| Pazzini 7’ | Marcatori |  |

| Arbitro: | Brighi (Cesena) |

|                             |           |                       |
| Suazo 13’ Marchini 39’, 68’ | Marcatori | 30’ (rig.), 85’ Totti |

| Arbitro: | Herberg (Messina) |

|                         |           |             |
| Soncin 17’ Paolucci 78’ | Marcatori | 12’ Mancosu |

### Coppa Italia

#### Prima fase
| Arbitro: | Bergonzi (Genova) |

|  |           |                  |
|  | Marcatori | 80’ (rig.) Suazo |

| Arbitro: | Banti (Livorno) |

|             |           |                        |
| William 33’ | Marcatori | 17’ Esposito 75’ Cocco |

| Arbitro: | Palanca (Roma 1) |

|               |           |  |
| Serafini 108’ | Marcatori |  |

## Statistiche

### Statistiche di squadra
| Competizione | Punti | In casa | In casa | In casa | In casa | In casa | In casa | In trasferta | In trasferta | In trasferta | In trasferta | In trasferta | In trasferta | Totale | Totale | Totale | Totale | Totale | Totale |
| Competizione | Punti | G       | V       | N       | P       | Gf      | Gs      | G            | V            | N            | P            | Gf           | Gs           | G      | V      | N      | P      | Gf     | Gs     |
| ------------ | ----- | ------- | ------- | ------- | ------- | ------- | ------- | ------------ | ------------ | ------------ | ------------ | ------------ | ------------ | ------ | ------ | ------ | ------ | ------ | ------ |
| Serie A      | 40    | 19      | 7       | 7       | 5       | 19      | 19      | 19           | 2            | 6            | 11           | 16           | 27           | 38     | 9      | 13     | 16     | 35     | 46     |
| Coppa Italia |       | 0       | 0       | 0       | 0       | 0       | 0       | 3            | 2            | 0            | 1            | 3            | 2            | 3      | 2      | 0      | 1      | 3      | 2      |
| Totale       |       | 19      | 7       | 7       | 5       | 19      | 19      | 22           | 4            | 6            | 12           | 19           | 29           | 41     | 11     | 13     | 17     | 38     | 48     |